# Diógenes Lara

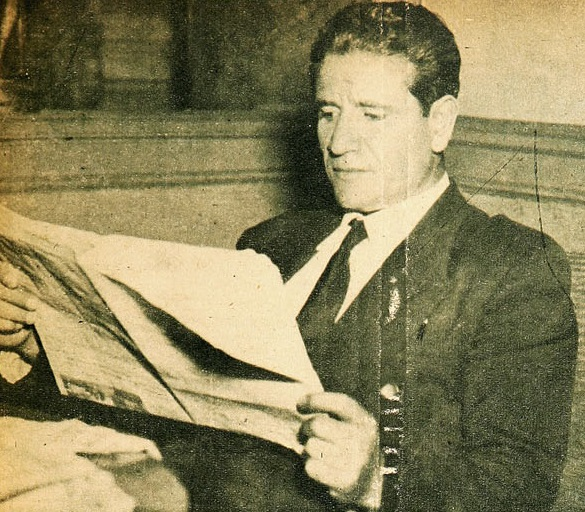
Imagem de Diógenes Lara.

Diógenes Lara ( 6 de abril de 1903 - 31 de dezembro de 1971) foi um futebolista e treinador de futebol boliviano.
Atuou como meio-campista da Seleção Boliviana na Copa do Mundo FIFA de 1930. Participou das duas partidas de sua seleção: as derrotas - ambas por 4 a 0 - para Iugoslávia e Brasil.
Após encerrar a carreira de jogador, tornou-se técnico de futebol e comandou a seleção da Bolívia nos campeonatos sul-americanos (atualmente, Copa América) de 1946 e 1947.